# Miconia serrulata
Miconia serrulata är en tvåhjärtbladig växtart som först beskrevs av Dc., och fick sitt nu gällande namn av Charles Victor Naudin. Miconia serrulata ingår i släktet Miconia och familjen Melastomataceae. Inga underarter finns listade i Catalogue of Life.